# Bruniquel
Bruniquel is een gemeente in het Franse departement Tarn-et-Garonne (regio Occitanie) en telt 600 inwoners (2019). De plaats maakt deel uit van het arrondissement Montauban. Bruniquel is lid van Les Plus Beaux Villages de France.
Bruniquel bezit twee historische kastelen. Het oudste dateert uit de 13e eeuw en het jongste uit de 15e eeuw. Tijdens het ancien régime was Bruniquel een burggraafschap.
In de 19e eeuw kwamen er ijzersmelterijen in Bruniquel (Forges de Caussanus). In de 19e eeuw waren deze in het bezit van de Groupe Aubin. Deze liet in 1858 een spoorweg aanleggen langs Bruniquel. Deze spoorlijn werd weer gesloten in 1955.

## Geografie
De oppervlakte van Bruniquel bedraagt 33,5 km², de bevolkingsdichtheid is 18 inwoners per km².
Bruniquel ligt op een hoogte boven de Aveyron.
De onderstaande kaart toont de ligging van Bruniquel met de belangrijkste infrastructuur en aangrenzende gemeenten.

## Demografie
Onderstaande figuur toont het verloop van het inwonertal (bron: INSEE-tellingen).

## Cultuur
De film Le Vieux Fusil (1975) werd gedeeltelijk gedraaid in Bruniquel.